# بيل وير (صحفي)
بيل وير (بالإنجليزية: Bill Weir) هو صحفي أمريكي، ولد في 19 ديسمبر 1967 في ميلواكي في الولايات المتحدة.